# Parvicincia belli
Parvicincia belli är en fjärilsart som beskrevs av William D. Field. Parvicincia belli ingår i släktet Parvicincia och familjen björnspinnare. Inga underarter finns listade i Catalogue of Life.